# اچ‌ام‌ای‌اس برونئی (ال ۱۲۷)
اچ‌ام‌ای‌اس برونئی (ال ۱۲۷) (به انگلیسی: HMAS Brunei (L 127)) یک کشتی است که طول آن ۴۴٫۵ متر (۱۴۶ فوت) می‌باشد. این کشتی در سال ۱۹۷۱ ساخته شد.